# Cá thè be nhiều gai
Cá thè be nhiều gai, còn gọi là cá thè be sông Đáy hay cá bươm sông Đáy (có tài liệu ghi nhầm là cá bướm sông Đáy) (Acheilognathus polyspinus) là loài cá nước ngọt thuộc họ Cá chép, loài này được Holčík miêu tả khoa học lần đầu tiên năm 1972.